# Lachy od Dobrej

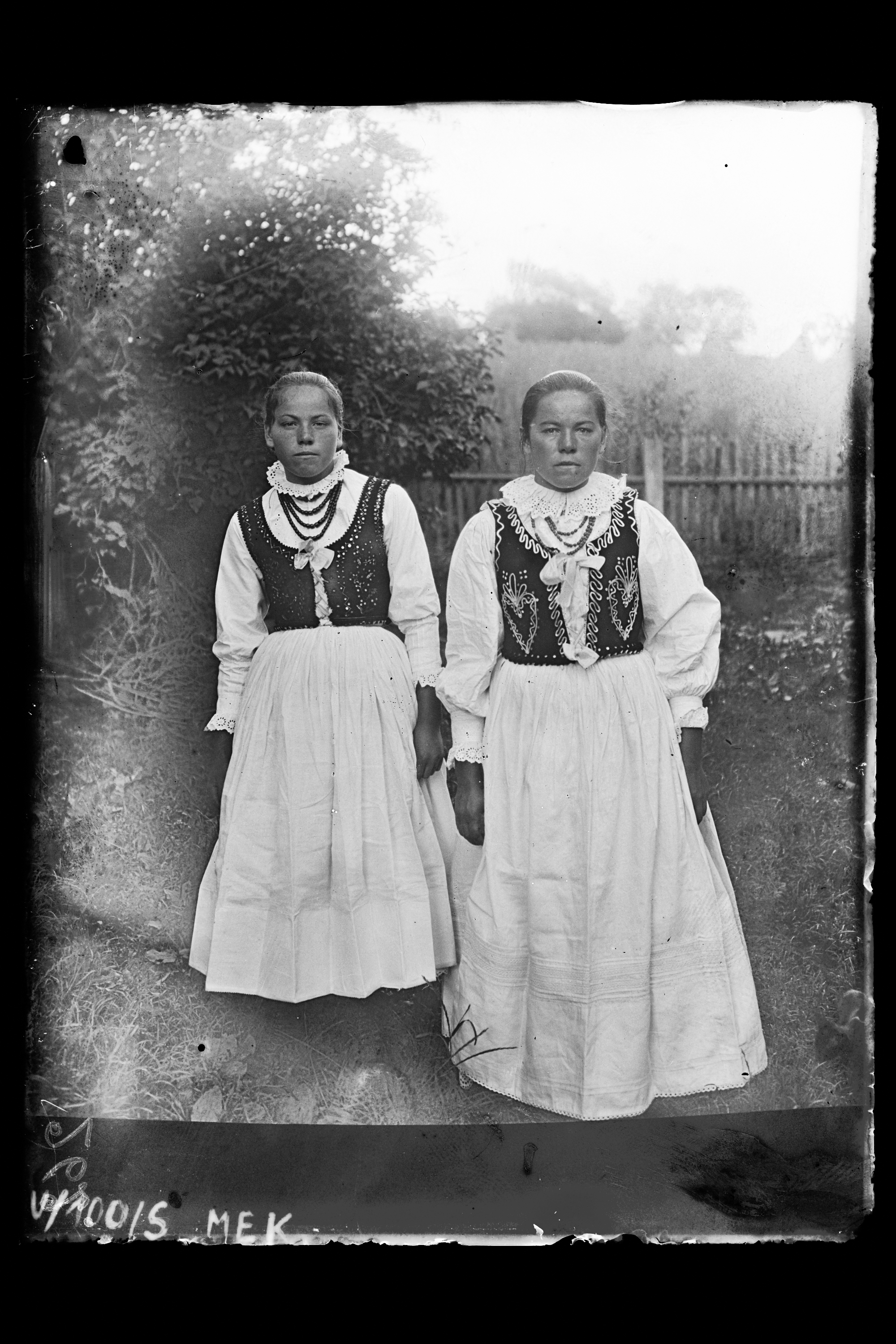
Dziewczęta z Dobrej w odświętnych strojach (fot. L. Węgrzynowicz, 1915).

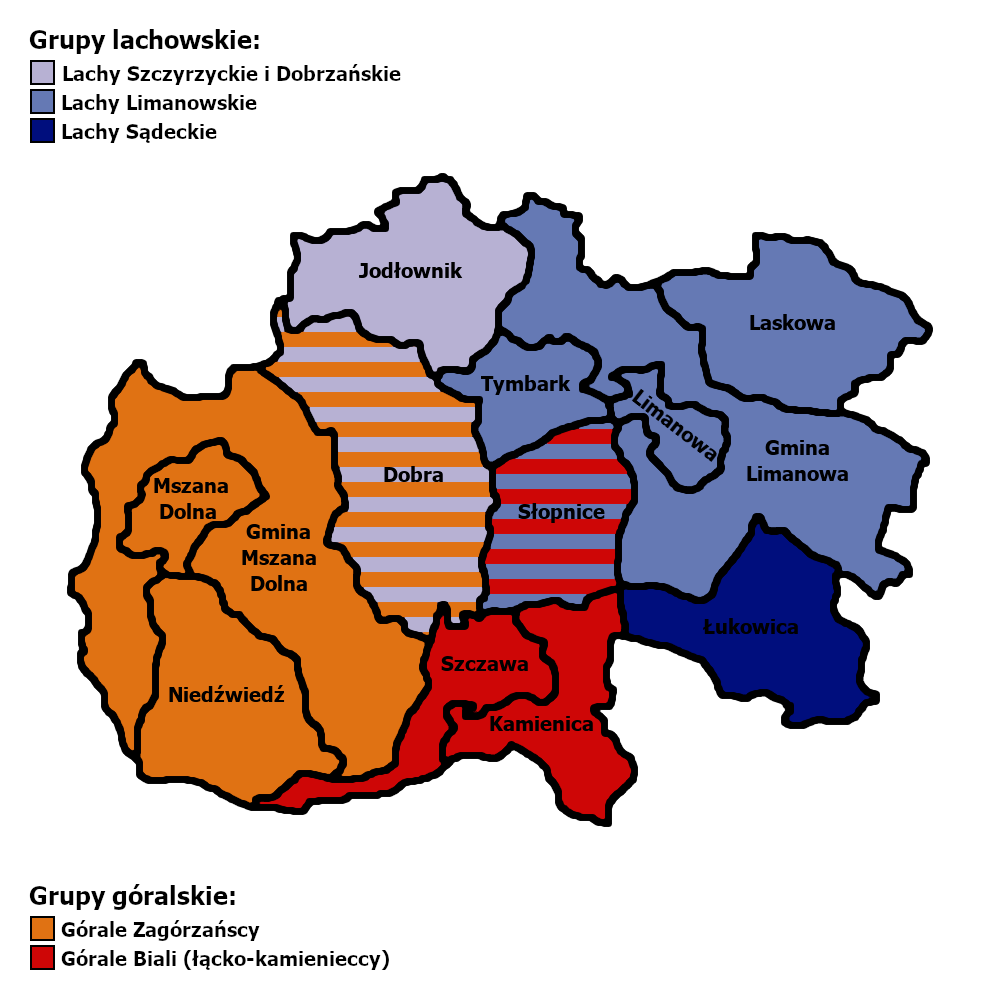
Lachy Dobrzańskie w powiecie limanowskim.

Lachy od Dobrej – grupa etnograficzna ludności polskiej północno-zachodniej części powiatu limanowskiego. Zamieszkują środkową część gminy Dobra, okolice wsi: Dobra, Gruszowiec, Porąbka i Podłopień (w gminie Tymbark). Od północy graniczą z lachami szczyrzyckimi (m.in Stróża, Skrzydlna, Wola Skrzydlańska i Przenosza); od wschodu poprzez Tymbark z lachami limanowskimi;od zachodu oraz od południa poprzez wsie przejściowe - Jurków, Chyszówki z Zagórzanami. Granica z góralami zagórzańskimi biegnie grzbietami Śnieżnicy, Ćwilina i Mogielicy (Kasina Wielka, Wilczyce, Półrzeczki). 
Są najbardziej na zachód wysuniętą grupą ludności lachowskiej oddzielającą Górali od Krakowiaków.

## Strój ludowy
Najstarszy opis stroju chłopskiego z okolic Dobrej pochodzi z relacji Jana Nepomucena Rostworowskiego z 1813. Według tego opisu mężczyźni odziewali się w krótkie do pasa lniane koszule, z wąską oszewką wiązaną kolorową taśmą (różną w poszczególnych wsiach). Zimą wkładali spodnie z białego sukna "kroju węgierskiego", bardzo opięte; spinali je wąskim paskiem skórzanym. Latem nosili spodnie lniane. Nogi obuwano w kierpce. Za okrycie wierzchnie służyła biała sukienna gunia wyszywana czerwonymi sznurkami. Kobiety na koszulę z bielonego lnu wkładały gorset płócienny (często zielony), barwną spódnicę i biały fartuch płócienny przepasany wełnianym czerwonym paskiem. Ramiona okrywały białym reńtuchem (płachtą) sięgającym kolan, obszywanym na krótszych brzegach frędzlami. Tak jak mężczyźni stopy chroniły kierpcami. 

### Strój męski
Od II połowy XIX wieku odświętne stroje Lachów od Dobrej uległy mocnym wpływom sąsiedniej grupy Lachów Szczyrzyckich, a pośrednio przez tych - Krakowiaków. Koszule męskie uległy wydłużeniu, zakładano na nie skromnie zdobione granatowe sukienne kaftany bez rękawów, typu krakowskiego, sięgające bioder i rozcięte z tyłu na dwie luźne poły. Z przodu kaftana naszywano mosiężne guziki i kolorowe chwosty, krawędzie lamowano na czerwono. Dawny typ spodni został wyparty przez spodnie z szaroniebieskiego sukna fabrycznego (portki komiśne), zaś kierpce zastąpiono butami z cholewami. Pojawiły się spiczasto zakończone pasy skórzane typu trzos oraz kapelusze o okrągłej główce, wykonane z czarnego filcu. Okryciem wierzchnim była biała sukmana, zapożyczona od Krakowiaków, ale zdobiona szamerunkiem z czerwonej włóczki. Zimą noszono kożuchy z czarną oprymą, czapki baranie i wełniane rękawice z jednym palcem, plecione ręcznie na drewnianych formach.

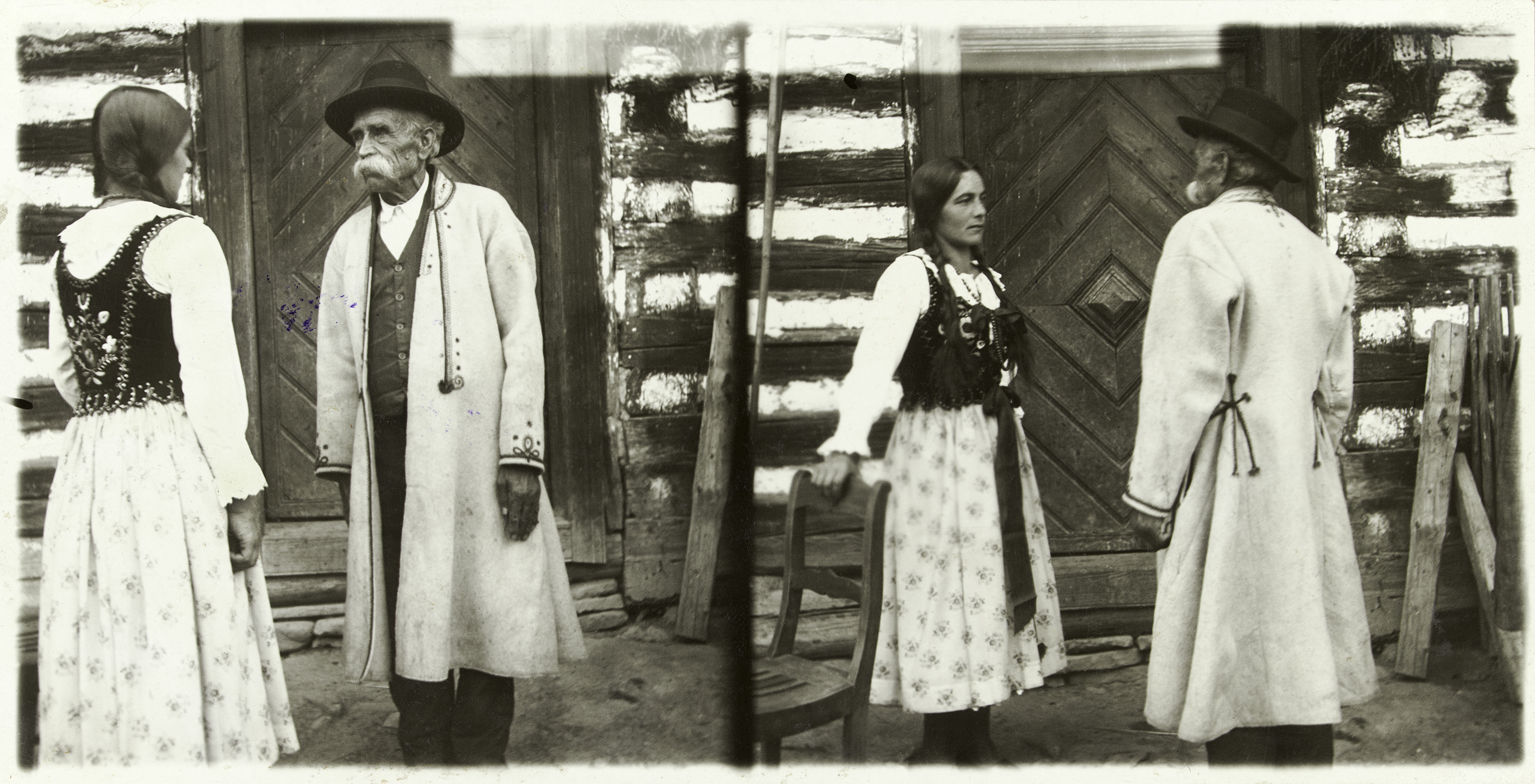
Mieszkańcy Dobrej (fot. L. Węgrzynowicz, lata 20. lub 30. XX w.).

### Strój kobiecy
Koszule kobiece o kroju przyramkowym marszczonym szyto z płótna samodziałowego; kołnierzyki były wycinane w zęby modą krakowską, zdobione białym haftem przy zapięciu (na pobockach), kołnierzu i mankietach. Długie, mocno marszczone spódnice noszono po kilka naraz, z najładniejszą (batystową lub muślinową) na wierzchu. Dziewczęta nosiły gorsety z ciemnych aksamitów, obszytych w pasie wąską falbanką. Strój świąteczny uzupełniały czerwone korale lub szklane paciorki. Mężatki okrywały głowy chustami czepcowymi z białego płótna, haftowanymi we wzory roślinne takiego samego koloru; panny nie nosiły chustek. Zimą zamożne kobiety ubierały długie, granatowe płaszcze (zwane sukienkami) z fabrycznego sukna, mocno wcięte w pasie, dołem rozszerzane, podbite suknem czerwonym i obszyte barankiem na krawędziach. Od roku 1870 sukienki wyparte zostały w bogatszych rodzinach przez długie kożuchy, a powszechnie przez watowane katanki z sukna wełnianego. Tak jak w stroju męskim kierpce zostały wyparte przez wysokie buty - dla dziewcząt trzewiki sznurowane typu krakowskiego, na obcasie, dla starszych kobiet buty z miękkimi cholewami. 